# Île aux Nattes
Die Île aux Nattes, malagasy: Nosy Nato  ist eine flache Insel an der Ostküste Madagaskars, am Südende der Insel Sainte Marie gelegen und von dieser nur durch eine schmale Bootpassage getrennt, die an der engsten Stelle weniger als 100 Meter misst. Das Eiland gehört zur Region Analanjirofo und hat etwa 1500 Einwohner, die vom Fischfang und Tourismus leben.
Vor der Insel kann man tauchen und Buckelwale beobachten.

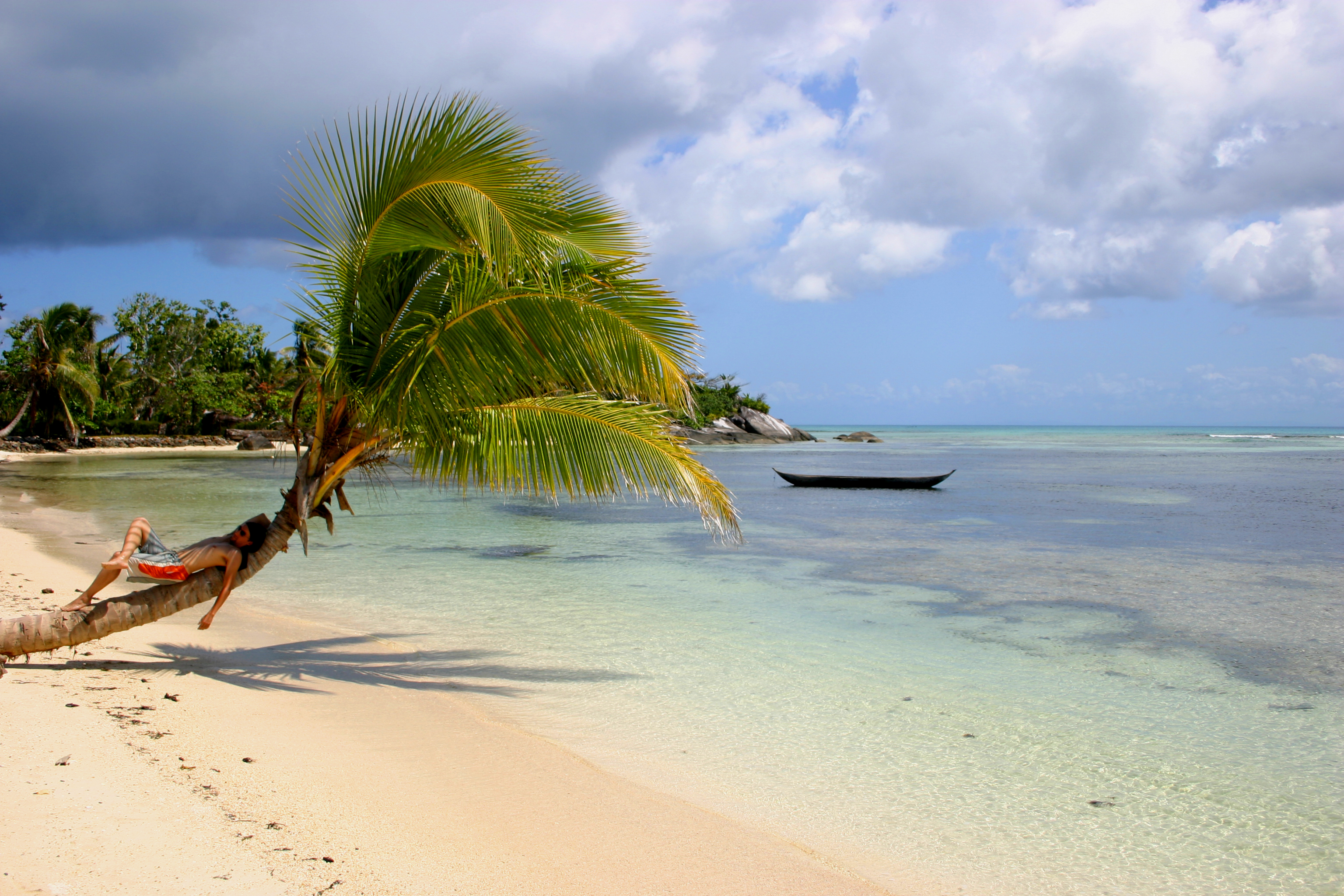
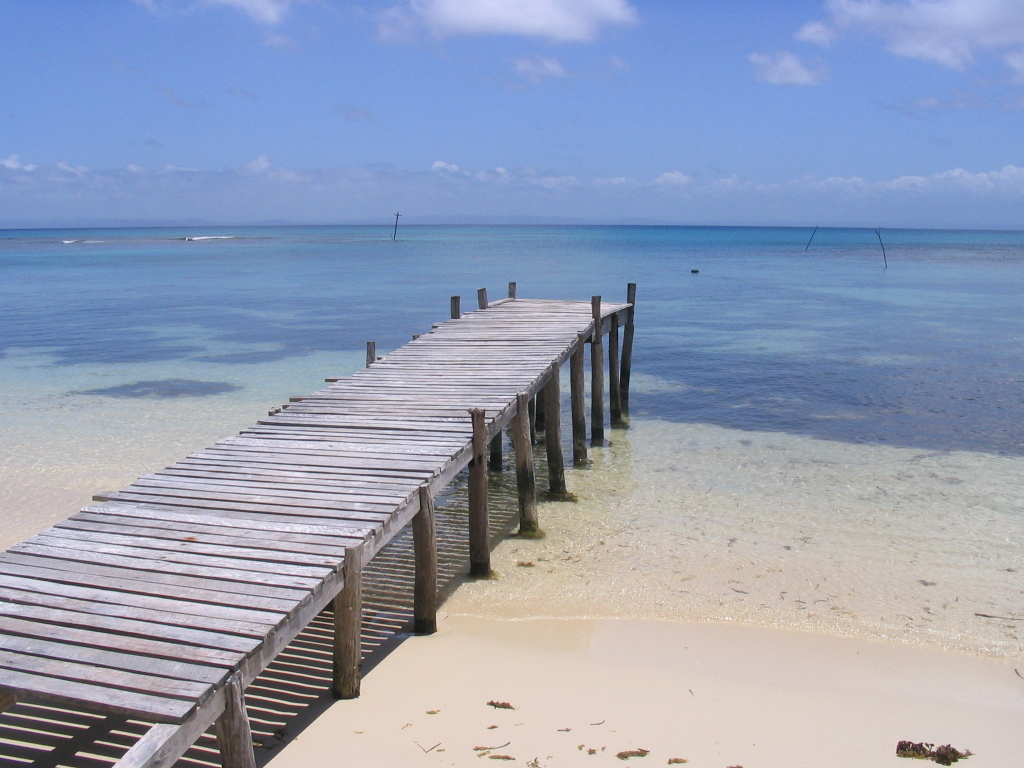
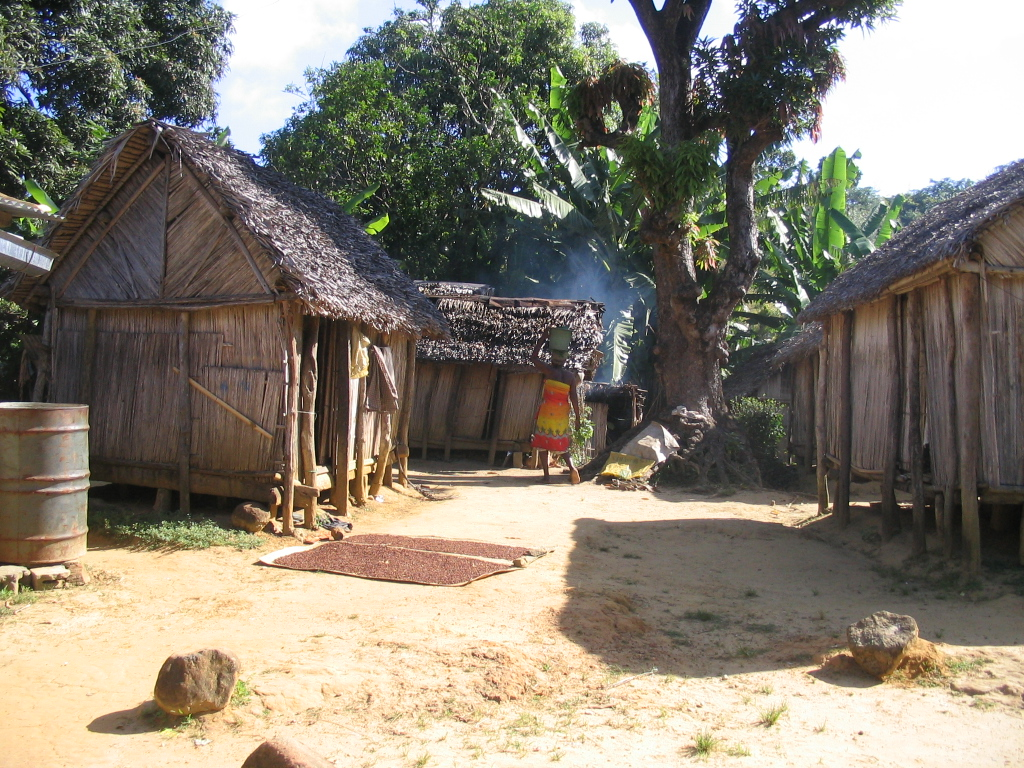